# Marcial Guzmán
Marcial Humberto Guzmán Saballos (ur. 15 lutego 1965 w Toli w departamencie Rivas) – nikaraguański duchowny rzymskokatolicki, biskup diecezjalny Juigalpy od 2020.

## Życiorys
Marcial Humberto Guzmán Saballos urodził się 15 lutego 1965 w Toli w departamencie Rivas. Święcenia prezbiteratu otrzymał 4 grudnia 1993.
Przed wstąpieniem do seminarium studiował ekonomię i przez rok pracował w banku. Później uczęszczał na kościelne studia filozoficzne i teologiczne w National Seminary of Managua, a także na Papieskim Uniwersytecie Laterańskim w Rzymie, gdzie uzyskał licencjat z prawa kanonicznego.
Po święceniach pełnił następujące funkcję: administrator parafii św. Anny w Moyogalpa, św. Jerzego w San Jorge i Niepokalanego Poczęcia Najświętszej Maryi Panny w Cárdenas; pastor w parafiach: San Diego de Alcalá na wyspie Ometepe, Matki Bożej z Candelarii w Diriomo, św. Anny w Nandaime, Jezusa Chrystusa Króla Wszechświata w Pantanal i Matki Bożej Nieustającej Pomocy w Boaco; rektor seminarium św. Piotra Apostoła w Granadzie; wikariusz sądowy i biskupi dla obszarów: Boaco i Rivas; 2017–2020: kanclerz Kurii i rektor Sanktuarium Nacional de Jesús del Rescate w Popoyuapa.
24 września 2020 papież Franciszek prekonizował go biskupem diecezjalnym Juigalpy. 5 grudnia 2020 otrzymał święcenia biskupie i odbył ingres do katedry Wniebowzięcia Najświętszej Marii Panny. Głównym konsekratorem był kardynał Leopoldo Brenes, arcybiskup metropolita Managui, zaś współkonsekratorami René Sócrates Sándigo Jirón, biskup diecezjalny León en Nicaragua, i Jorge Solórzano Pérez, biskup diecezjalny Granady. Jako zawołanie biskupie przyjął słowa „Caritas Christi urget nos” (Miłość Chrystusa przynagla nas).